# Nosoderma diabolicum
Nosoderma diabolicum (Synonym: Phloeodes diabolicus) ist ein in Nordamerika vorkommender flugunfähiger Käfer. Sein deutscher Name ist Teuflischer Eisenplattenkäfer.

## Merkmale
Die Käfer erreichen eine Länge von 16 bis 22 Millimetern. Die dorsale Färbung variiert von hellbraun bis zu dunkelgrau. Auf den Elytren heben sich kleine cremefarbene, goldfarbene und schwarze Flecke ab. Der überwiegende Teil der Oberfläche ist mit chitinisierten Auswüchsen, den Setae, bedeckt. Einige schwache Vertiefungen sind mit schwarzen, blattförmigen Setae gefüllt. Die Randzonen der Elytren sind mit den Seiten fest verbunden, dadurch sind die Tiere flugunfähig. Der Prothorax ist länger als breit, in der Mitte am breitesten, schmaler an der Basis und mit markanten, gelappten Seitenwinkeln. Die Genae zeigen deutliche Spitzen. Die Mandibel sind robust und kräftig und zeigen zwei gut entwickelte Zähne.
Einem größeren Kreis von Wissenschaftlern wurde der Käfer spätestens 1866 durch einen Artikel von Francis Polkinghorne Pascoe im Journal of Entomology bekannt.

## Struktur der Deckflügel und Bionik
Ein Forscherteam um David Kisailus von der University of California in Irvine hat sich mit den Besonderheiten der Stabilität und der Struktur der Deckflügel von Nosoderma diabolicum befasst, da sie bemerkten, dass die Käfer, selbst wenn sie von einem Auto überfahren wurden, unbeschädigt überlebten. Unter Verwendung fortschrittlicher Mikroskopie, Spektroskopie und mechanischer In-situ-Tests wurde das Exoskelett dieses Käfers untersucht und die daraus resultierenden mechanischen Reaktions- und Zähigkeitsmechanismen dokumentiert. Die Forschungen führten zu folgenden Ergebnissen:
- Die Widerstandsfähigkeit beruht auf der speziellen Struktur des Rückens. „Der Käfer ist wie ein kleiner Panzer gebaut“, weshalb die Art im englischen Sprachgebrauch als diabolical ironclad beetle (Teuflischer eisengepanzerter Käfer) bezeichnet wird.
- Die Gesamtstabilität geht im Besonderen auf zwei Randzonen der Elytren zurück, die seitlichen Übergangszonen zur Bauchschale und insbesondere die Naht, die die beiden Elytren in der Mitte des Rückens verbindet. Diese Elemente verleihen dem Panzer eine beträchtliche Kombination aus Härte und Biegsamkeit.
- Das Material des Panzers enthält neben chitinhaltigen Fasern auch wesentlich mehr Proteine als bei anderen Arten, was die Festigkeit deutlich erhöht.
- Die seitlichen Verbindungen des Rückenpanzers zur Bauchplatte bestehen aus Strukturen, die im vorderen Brustbereich fest ineinandergreifen, wodurch die Festigkeit erhöht wird und die inneren Organe geschützt werden. Im hinteren Bereich liegt der Panzer leicht auf und ist gegen die Bauchplatte verschiebbar, wodurch ein Stoßdämpfer-Effekt sowie ein biegsamer Übergang erzielt werden.
- Unter dem Mikroskop ist zu erkennen, dass die Naht zwischen den beiden Elytren aus ineinander verzahnten elliptischen Stücken besteht, die sich bei Belastung verformen können und die übereinander angeordneten Schichten des Panzers lösen, die Naht bleibt jedoch intakt.
- Kompressionstests ergaben, dass der Körper des Käfers einer Kraft von 149 Newton standhält, was der Gewichtskraft von ca. 15 Kilogramm Masse entspricht, etwa dem 39.000-Fachen seines eigenen Gewichts.

Die Forscher sind der Ansicht, dass die gewonnenen Erkenntnisse zu besseren Materialien und Verbindungen etwa in der Technik führen könnten. Verbesserungen beim Verbinden unterschiedlicher Materialien wie von Kunststoffen und Metallen zu technischen Strukturen erscheinen möglich, wobei auch Vergleiche mit herkömmlichen Methoden wie Schweißen und Kleben angestellt wurden. Die Ergebnisse könnten außerdem bei mechanischen Befestigungen sowie bei der Entwicklung von zähen, schlag- und bruchsicheren Materialien zum Verbinden unterschiedlicher Stoffe angewendet werden. Neue, ineinandergreifende Nähte aus biomimetischen Verbundwerkstoffen können hergestellt werden, die im Vergleich zu anderen häufig verwendeten technischen Verbindungen eine erhebliche Erhöhung der Zähigkeit aufweisen.

## Verbreitung und Lebensraum
Nosoderma diabolicum kommt im Südwesten der Vereinigten Staaten vor. Man findet die Käfer in erster Linie in kargen, heißen und trockenen Gebieten und besonders im April und Mai.

## Lebensweise
Sie halten sich gerne unter der Rinde von Eichen (Quercus) auf und ernähren sich von Pilzen. Wenn sie von Fressfeinden angegriffen werden, stellen sie sich tot und warten, bis der Feind von ihnen ablässt, da sie mit ihrer gepanzerten Struktur nicht aufgebrochen werden können. Gefahr droht nur von solchen Angreifern, die den Käfer als Ganzes schlucken können.

## Systematik und Taxonomie
Im Jahr 2006 wurde die Gattung Phloeodes, zu der Nosoderma diabolicum bis dahin gezählt worden war, in die Gattung Nosoderma integriert, da sich nicht genügend eindeutige Merkmale zur Unterscheidung der beiden Gattungen ergaben. Bei der Zusammenlegung von Gattungen gilt nach der Prioritätsregel in der Biologie im Regelfall der Name der zuerst beschriebenen.